# Fridolf Lundberg
Fridolf Lundberg, född 2 juli 1867, död 11 augusti 1924 i Göteborg, var en svensk kapellmästare och kompositör.
Lundberg var mångårig kapellmästare på Folkteatern i Göteborg. En av hans mer kända kompositioner är Flickorna i Småland.